# Kämppäsaari (ö i Birkaland)
Kämppäsaari är en ö i Finland. Den ligger i sjön Ylinenjärvi och i kommunen Nokia i den ekonomiska regionen Tammerfors och landskapet Birkaland, i den södra delen av landet, 170 km nordväst om huvudstaden Helsingfors. Öns area är 0,9 hektar och dess största längd är 130 meter i öst-västlig riktning.